# EMI
EMI集團（英語：EMI Group Limited，简称EMI），原名「電子與音樂工業公司」（英語：Electric and Musical Industries）（香港曾譯作「電氣音樂有限公司」），是一家跨國的音樂製作及唱片公司，總部位於英國倫敦。其唱片部門及版權部門已於2012年分別被環球唱片及索尼/聯合電視音樂出版领导的财团收購。

## 歷史
EMI於1931年3月成立，後來參與廣播，特別是提供了第一個電視發射機給BBC，在1961~1970年，EMI与披头士乐队合作出版了一些唱片。EMI在2006~2007兩年間虧損了2億6千萬英鎊，而在英國市占率由16%大跌到9%。2007年8月，EMI被Terra Firma資金伙伴有限公司以32億英鎊買下。在此次大動作後，數個重要旗下台柱歌手出走，如電台司令、保羅麥卡尼等。而滾石樂團也在2008年7月與環球唱片另簽了新約。
2007年，Terra Firma資金伙伴有限公司的CEOGuy Hands宣布EMI將大幅裁撤約1500~2000名員工，約為EMI總員工數5500人的三分之一。此措施可望減少每年約2億英鎊的人事支出。

### 被收购
2011年11月12日，環球音樂和索尼公司从花旗集团手中以共41亿美元收购了EMI的音乐业务，具体为环球音乐以19亿美元购得所有EMI录制的音乐唱片，索尼公司以22亿美元购得EMI的出版发行部，美国以及欧洲反垄断监管机构批准了此次收购。
2012年6月30日，索尼与迈克尔·杰克逊各持50%股权的合资公司Sony/ATV以22亿美元收购EMI，Sony/ATV将拥有EMI的200多万首歌曲版权。

## 集團其他業務
- EMI音樂版權
- EMI基督教音樂
- EMI電影
- EMI Televisa Music

## 其他海外地區業務

### 歐洲
- EMI奧地利
- EMI比利時
- EMI捷克
- EMI丹麥
- EMI法國
- EMI德國
- EMI希臘
- EMI意大利
- EMI荷蘭

### 太平洋
- EMI紐西蘭

### 北美洲
- EMI加拿大

### 南美洲
- EMI阿根廷
- EMI巴西
- EMI墨西哥

### 澳洲
- EMI澳大利亞

### 亞洲
- EMI音樂日本（EMI Music Japan）
- Black board（EMI印尼地區業務）
- 百代唱片 (台灣)（舊稱「科藝百代」）
- 百代唱片 (香港)

## 旗下藝人

### 西洋
- 梅 伊斯特 (May East)

### 東洋
- EMI Music Japan

### 華語
2008年3月，市場傳出EMI將結束亞洲地區業務，最終在同年中將台灣百代音樂、步升大風等大中華地區業務售予香港金牌娛樂並合併為金牌大風（該公司其後再在2010年初被商人龐維仁旗下之“太平洋資本投資”收購），而其他EMI音像產品之代理發行權仍交由金牌大風公司負責。2011年美國環球音樂併購EMI後，EMI音像產品及版權正式交由各地區環球音樂管理。2014年6月，環球音樂以旗下音樂子品牌之名，重新將EMI品牌引進華語樂壇，由張惠妹擔任大中華區品牌總監，唯過往台灣百代音樂旗下歌手的歌曲和專輯版權乃歸華納音樂所有。2021年8月16日，環球唱片中國啟動多廠牌運營戰略，EMI中國為旗下廠牌之一。
旗下藝人參見：百代唱片 (台灣)#旗下藝人

## 外部連結
- EMI集團主頁
- EMI音樂版權主頁